# Коскольський сільський округ (Іртиський район)
Коско́льський сільський округ (каз. Қоскөл ауылдық округі, рос. Коскольский сельский округ) — адміністративна одиниця у складі Іртиського району Павлодарської області Казахстану. Адміністративний центр — село Косколь.
Населення — 685 осіб (2021; 960 у 2009, 1772 у 1999, 2397 у 1989).
Станом на 1989 рік існували Западна сільська рада (села Западне, Жетіпшен) та Коскольська сільська рада (села Жарисор, Котельниково). Село Жетіпшен було ліквідоване 2001 року, село Жарисор — 2004 року. 2006 року Коскольський сільський округ перетворено в сільську адміністрацію. 2013 року Кизилкакська сільська адміністрація та Коскольська сільська адміністрація об'єднано в Коскольський сільський округ.

## Склад
До складу округу входять такі населені пункти:
| Населений пункт | Старі назви  | Населення, осіб (1989) | Населення, осіб (1999) | Населення, осіб (2009) | Населення, осіб (2021) |
| --------------- | ------------ | ---------------------- | ---------------------- | ---------------------- | ---------------------- |
| Жарисор, село   | -            | 113                    | 93                     | -                      | -                      |
| Жетіпшен, село  | -            | 74                     | 40                     | -                      | -                      |
| Кизилкак, село  | Западне      | 922                    | 522                    | 280                    | 248                    |
| Косколь, село   | Котельниково | 1288                   | 1117                   | 680                    | 437                    |